# بطولة العالم لسباق الدراجات على الطريق 1947
بطولة العالم لسباق الدراجات على الطريق 1947 هي الدورة ال20 من بطولة العالم لسباق الدراجات على الطريق، أجريت في رانس، فرنسا.

## النتائج النهائية
| المسابقة            | ذهبية                  | فضية                 | برونزية               |
| ------------------- | ---------------------- | -------------------- | --------------------- |
| الرجال              |                        |                      |                       |
| سباق الطريق المداري | ثيو ميديلكامب (هولندا) | ألبرت سيركو (بلجيكا) | Sjef Janssen (هولندا) |